# Stealing time
Stealing time is een studioalbum van Robin Banks en Steve Smith. Smith is afkomstig van de muziekgroep Volt, die net na een depressie van Smith, het album A day without yesterday had uitgegeven. Banks was componist van film- televisie en bibliotheekmuziek, maar werd getroffen door Ziekte van Menière en verliet de muziekwereld. Stealing time heeft als centraal thema tijdreizen. In het boekwerkje staat een citaat van H.G. Wells: "We all have out time machines, don't we? Those that take us back are memories... and those that carry on forward, are dreams". Voorts is Paul Davies te horen in track 3. Hij schreef onder meer How to build a time en gaf een lezing getiteld Time travel - Can it really be done? De muziek is in het genre elektronische muziek.

## Musici
- Robin Banks, Steve Smith – synthesizers, elektronica

## Muziek
| Nr. | Titel                | Duur  |
| --- | -------------------- | ----- |
| 1.  | Space and time       | 8:48  |
| 2.  | Lost in 1969         | 10:11 |
| 3.  | Time machine         | 7:18  |
| 4.  | Alternating timeflow | 12:00 |
| 5.  | Transmutation        | 11;24 |
| 6.  | The morning after    | 8:26  |
| 7.  | Rock of ages         | 8:59  |